# Rhynchodoras castilloi
Rhynchodoras castilloi es una especie de peces de la familia Doradidae en el orden de los Siluriformes.

## Morfología
• Los machos pueden llegar alcanzar los 8 cm de longitud total.
- Número de  vértebras: 41.[1]

## Hábitat
Es un pez de agua dulce y de clima tropical.

## Alimentación
Come Trichopteras.

## Distribución geográfica
Se encuentran en Sudamérica: río Apure ( cuenca del río Orinoco en Venezuela ).